# Canaan (New Hampshire)
Canaan ist eine Stadt im US-Bundesstaat New Hampshire. Das U.S. Census Bureau hat bei der Volkszählung 2020 eine Einwohnerzahl von 3.794 ermittelt. Den Namen hat die Stadt vermutlich von frühen Siedlern, die aus Canaan in Connecticut stammten.

## Geografie
Canaan liegt in der Dartmouth–Lake Sunapee Region von New Hampshire in Grafton County und gehört zum so genannten Upper Valley, einem Gebiet beidseits des Connecticut Rivers in New Hampshire und Vermont. Zum Verwaltungsgebiet gehören neben dem Kernort Canaan Center, Canaan Street und West Canaan. An Canaan grenzen im Osten Orange, südlich davon Grafton, im Süden Enfield, im Westen Hanover sowie im Norden Lyme und Dorchester. Im Gemeindegebiet liegt der Canaan Street Lake.

## Geschichte
Canaan wurde im Jahr 1761 von Benning Wentworth gegründet. Da nicht alle eingetragenen Siedler am Ort blieben, wurde 1769 eine neue Charter ausgestellt. 1847 erreichte die Eisenbahn die Stadt. Laut der Canaan Historical Society befand sich Daniel Webster an Bord des ersten Zuges. Der Bau der Eisenbahn löste einen wirtschaftlichen Aufschwung aus. Der reguläre Verkehr endete 1965, der letzte Zug fuhr jedoch erst 1982, als die Strecke nach einem Zwischenfall bei Brattleboro als Ausweichstrecke benutzt wurde. Am 15. September 1907 ereignete sich in der Nähe der Stadt der Frontalzusammenstoß eines Güterzuges mit einem Personenzug, wobei 26 Menschen starben.
Im März 1835 eröffnete die Noyes Akademie mit zweiundvierzig Schülern, davon waren vierzehn afrikanischer Herkunft. Damit war die Schule die erste dieser Art in den USA. Nach dem Zweiten Weltkrieg entstand nahe dem ehemaligen Standort der Noyes Academy die Cardigan Mountain School, die ihren Namen vom Mount Cardigan ableitet. Weitere ehemalige Bildungseinrichtungen waren das Canaan College und die Union Academy.

### Bevölkerungsentwicklung
| Volkszählungsergebnisse – Canaan, New Hampshire | Volkszählungsergebnisse – Canaan, New Hampshire | Volkszählungsergebnisse – Canaan, New Hampshire | Volkszählungsergebnisse – Canaan, New Hampshire | Volkszählungsergebnisse – Canaan, New Hampshire | Volkszählungsergebnisse – Canaan, New Hampshire | Volkszählungsergebnisse – Canaan, New Hampshire | Volkszählungsergebnisse – Canaan, New Hampshire | Volkszählungsergebnisse – Canaan, New Hampshire | Volkszählungsergebnisse – Canaan, New Hampshire | Volkszählungsergebnisse – Canaan, New Hampshire |
| Jahr                                            | 1767                                            | 1773                                            | 1775                                            | 1786                                            | 1790                                            | 1800                                            | 1810                                            | 1820                                            | 1830                                            | 1840                                            |
| ----------------------------------------------- | ----------------------------------------------- | ----------------------------------------------- | ----------------------------------------------- | ----------------------------------------------- | ----------------------------------------------- | ----------------------------------------------- | ----------------------------------------------- | ----------------------------------------------- | ----------------------------------------------- | ----------------------------------------------- |
| Einwohner                                       | 19                                              | 62                                              | 67                                              | 253                                             | 504                                             | 857                                             | 1094                                            | 1226                                            | 1466                                            | 1630                                            |
| Jahr                                            | 1850                                            | 1860                                            | 1870                                            | 1880                                            | 1890                                            | 1900                                            | 1910                                            | 1920                                            | 1930                                            | 1940                                            |
| Einwohner                                       | 1682                                            | 1762                                            | 1877                                            | 1762                                            | 1417                                            | 1444                                            | 1408                                            | 1236                                            | 1301                                            | 1377                                            |
| Jahr                                            | 1950                                            | 1960                                            | 1970                                            | 1980                                            | 1990                                            | 2000                                            | 2010                                            | 2020                                            | 2030                                            | 2040                                            |
| Einwohner                                       | 1465                                            | 1507                                            | 1923                                            | 2456                                            | 3048                                            | 3320                                            | 3909                                            | 3794                                            |                                                 |                                                 |

## Verwaltung und öffentliche Einrichtungen
Als Town steht Canaan kein Bürgermeister vor. Stattdessen obliegt die Gemeindeleitung drei gewählten Stadträten. Feuerwehr und medizinischer Notdienst werden von Freiwilligen besorgt, die Canaan Town Library untersteht der Gemeinde. Die nächstgelegenen Krankenhäuser sind das Darthmouth-Hitchcock Medical Center oder das Alice Peck Day Memorial Hospital, beide in Lebanon.

### Bildung
Canaan gehört neben Dorchester, Enfield, Grafton und Orange zum Mascoma Valley Regional School District, der alle Altersstufen vom Kindergarten bis zum Hochschulabschluss abdeckt. Die private Cardigan Mountain School existiert weiterhin an einem neuen Standort nahe dem Canaan Street Lake.

## Wirtschaft
Die größten Arbeitgeber sind der öffentliche Schulbezirk und die Privatschule mit jeweils über hundert Angestellten. Daneben existiert eine Reihe kleinerer Betriebe mit fünf bis vierzig Angestellten. Drei Viertel der arbeitenden Bevölkerung pendeln an einen Arbeitsplatz außerhalb Canaans.

## Verkehr
In Canaan zweigt die NH118 von der US 4 ab. Der nächstgelegene Interstate ist der I-89 bei Lebanon. Dort befindet sich mit dem Lebanon Municipal auch der am nächsten liegende Flughafen.

## Sehenswürdigkeiten
Auf der ehemaligen Bahnstrecke wurde der Northern Rail Trail angelegt, ein Rad- und Wanderweg, der im Winter auch für Skiläufer und Motorschlitten freigegeben ist und von Lebanon bis nach Franklin führt. In Canaan selber gibt es das historische Versammlungshaus, erbaut 1793, und das Canaan Historical Museum im Gebäude der ehemaligen Noyes Academy. Beide liegen an einem Rundgang im Canaan Historic District. Bei Canaan liegt der Cardigan Mountain State Park mit dem Mount Cardigan, von dessen kahlem Gipfel aus man einen freien Blick über den Westen des zentralen New Hampshire hat.